# Ubstadt-Weiher
Ubstadt-Weiher je općina u njemačkoj pokrajini Baden-Württemberg, u okrugu Karlsruhe.

## Stanovništvo
Ubstadt-Weiher ima 12.843 stanovnika, koji žive u četiri naselja: Stettfeldu, Ubstadtu, Weiheru i Zeuternu.

## Ugovori o partnerstvu
- Montbard, Francuska
- Czolnok, Mađarska
- Nünchritz, Njemačka

## Vanjske poveznice
- Službena stranica (njem.)

### Ostali projekti
|  | Zajednički poslužitelj ima još gradiva o temi Ubstadt-Weiher |